# Corfú
|  | Per a altres significats, vegeu «Corfú (desambiguació)». |

Corfú (grec: Κέρκυρα, Kérkira), antigament coneguda com a Corcira, és l'illa grega més septentrional de les situades a la mar Jònica de la qual està separada per un petit estret d'entre 3 i 25 km. La capital és la ciutat de Corfú, al nord-est de l'illa, amb 39.674 habitants (2011). Administrativament, formava part de l'antiga prefectura de Corfú, però a partir de l'1 de gener del 2011 és una de les 74 unitats perifèriques de Grècia.
L'illa es comunica amb la resta de Grècia amb un servei regular de ferri. A més, disposa d'un bon port, així com d'un aeroport internacional (anomenat Ioannis Kapodistrias, amb codi IATA CFU), i una excel·lent xarxa hotelera.
Juntament amb altres petites illes com Paxí, Antípaxos i Erikussa, forma la prefectura o nomós de Corfú, que pertany a la perifèria de les illes Jòniques, de 641 km² i 120.000 habitants (2005). Se subdivideix en 13 municipis (dimi) i tres comunitats (kinótites).
La ciutat de Corfú és seu de la Universitat Jònica, fundada l'any 1984. En aquesta ciutat es va concloure l'Informe Bangemann del 1993, l'any 1994, en una cimera europea.

## Geografia
L'illa té una superfície de 580 km², amb una llargària màxima de 60 km i una amplitud màxima de 30 km. El perímetre de l'illa fa més de 200 km. És plena de caps com l'Hàgia Ekaterini i el Draptis al nord, el Lefkimmi i l'Asprókavos al sud-est i el Megakhoro al sud. I són moltes i molt belles les platges que s'hi poden trobar, com Hàgios Górdios, el llac Korissi, Hàgios Geórgios, Marathia, Kassiopi, Sidari, Roda, Paleokastritsa i moltes altres. Hom diu que és una de les illes gregues més belles. Hi abunden oliveres, vinya, figueres, pereres, pomeres i magraners, juntament amb la flora típicament mediterrània.
La zona del nord és la més muntanyosa. La major elevació és el Pantokràtor, de 914 m. Cap al mig, l'altura baixa i és plana al sud.
Al mig de la badia de Gouvià, hi ha una petita illa anomenada Ptíkhia.

### Clima

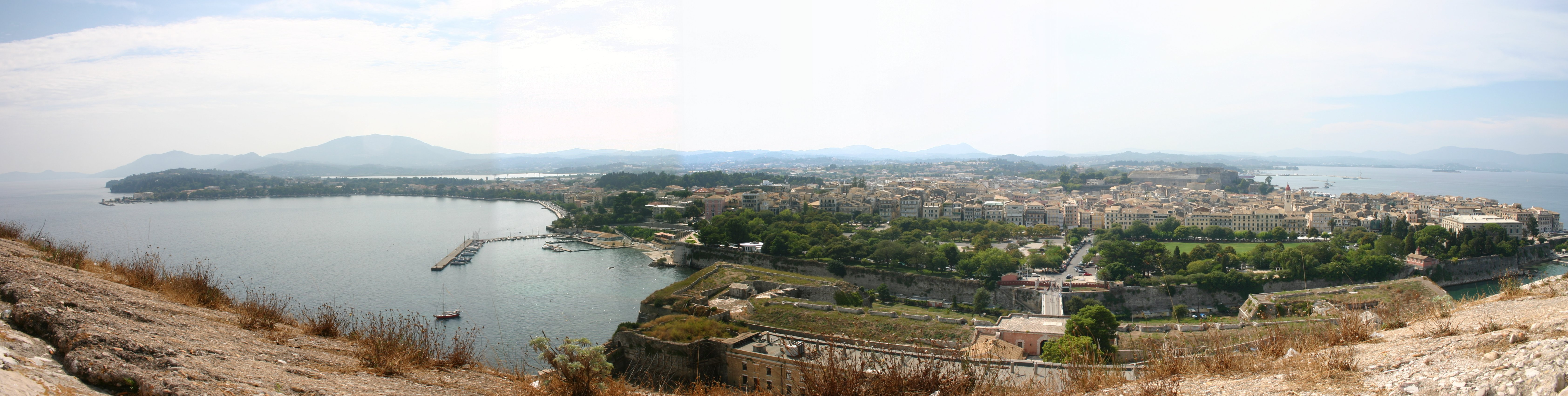
Vista panoràmica de la ciutat de Corfú

| Clima                | Gen. | Feb. | Març | Abr. | Maig | Juny | Jul. | Ago. | Set. | Oct. | Nov. | Des. |
| Hores de sol per dia | 4    | 5    | 7    | 7    | 9    | 10   | 12   | 11   | 9    | 6    | 4    | 2    |
| Temp. màx. [°C]      | 14   | 15   | 16   | 19   | 23   | 28   | 31   | 32   | 28   | 23   | 19   | 16   |
| Temp. mín. [°C]      | 13   | 13   | 14   | 15   | 18   | 22   | 23   | 24   | 23   | 21   | 17   | 14   |
| Dies de pluja        | 13   | 11   | 9    | 7    | 5    | 2    | 1    | 1    | 5    | 9    | 12   | 15   |

### Població

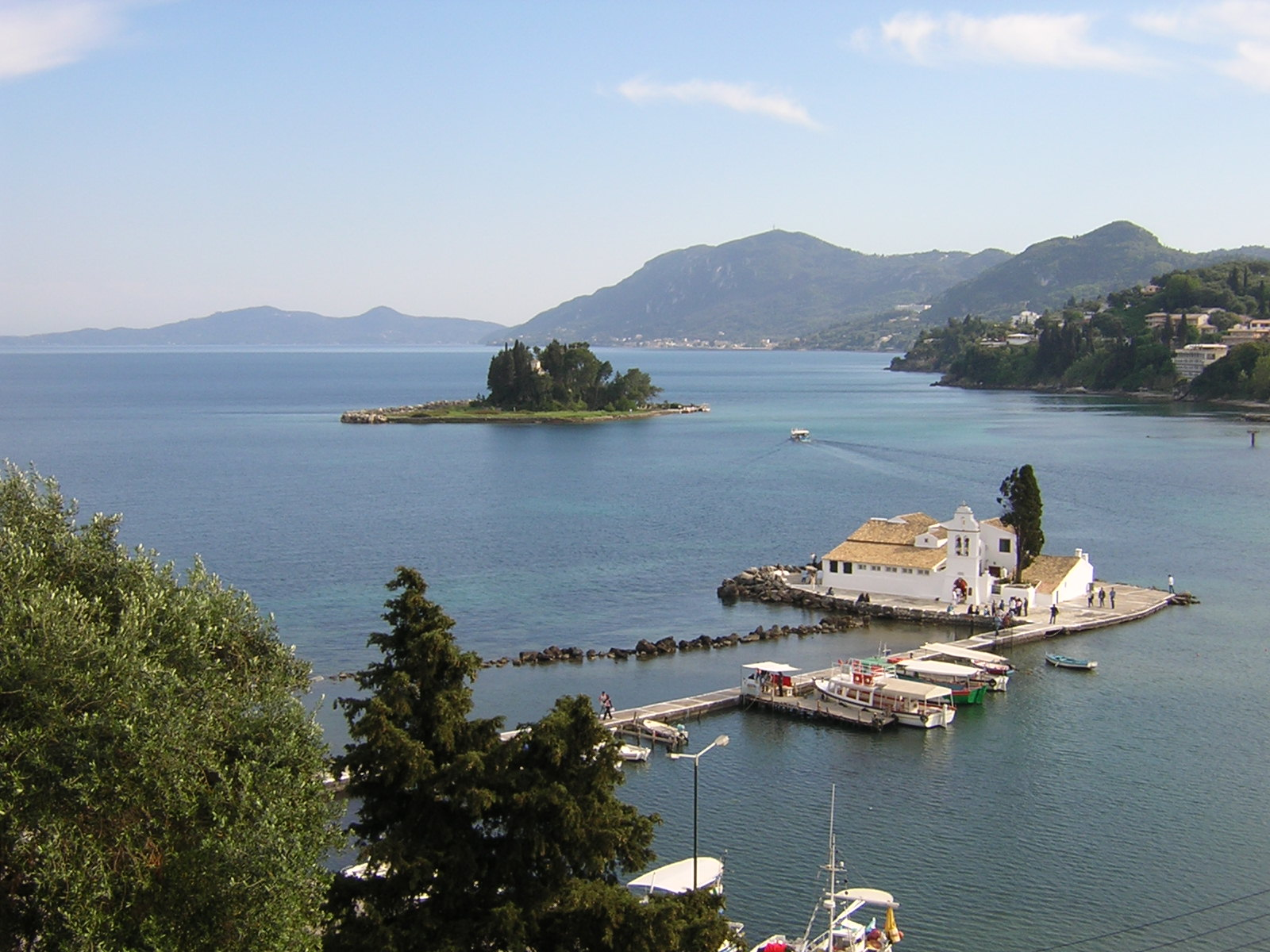
Illa de Pontikonisi

| Any  | Població | Canvi             | Densitat       |
| ---- | -------- | ----------------- | -------------- |
| 1991 | 105,043  | -                 | 163.87/km²     |
| 2001 | 113,000  | 8,000 (8%) aprox. | 180/km² aprox. |

### Municipis i comunitats
| Municipi        | Codi YPES | Seu                    | Codi postal | Codi d'àrea |
| --------------- | --------- | ---------------------- | ----------- | ----------- |
| Akhiliis        | 2602      | Vrioni                 | 490 84      | 26610-39    |
| Hàgios Geórgios | 2601      | Agros                  | 490 83      | 26630-7     |
| Corfú           | 2607      | Corfú (ciutat)         | 491 00      | 26610       |
| Esperii         | 2604      | Velonades              | 490 81      | 26630-7     |
| Feakes          | 2616      | Ipsos                  | 490 83      | 26610-97    |
| Kassiopi        | 2606      | Kassiopi               | 491 00      | 26630-91    |
| Korissi         | 2608      | Argirades Kérkiras     | 490 80      | 26620-5     |
| Lefkimmi        | 2609      | Lefkimmi               | 490 80      | 26620-2     |
| Melitiis        | 2611      | Moretikà               | 490 81      | 26610-7     |
| Paleokastritsa  | 2613      | Paleokastritsa Lakonon | 490 83      | 26630-4     |
| Parelii         | 2615      | Kokkinio               | 491 00      | 26610-9     |
| Paxí            | 2614      | Gaios                  | 490 82      | 26620-3     |
| Thinali         | 2605      | Akharavi               | 491 00      | 26630-63    |
| Comunitat       | Codi YPES | Seu                    | Codi postal | Codi d'àrea |
| Eríkoussa       | 2603      | Nissos Eríkoussis      | 491 00      | 26630-7     |
| Mathraki        | 2610      | Mathraki               | 491 00      | 26630-71    |
| Othonas         | 2612      | Othonas                | 491 00      | 26630-71    |

## Història
L'illa és habitada ja a partir del Paleolític. Apareix per primera vegada en la història en els poemes homèrics, que, per bé que no l'esmenta de manera explícita, sembla que cal identificar-la amb la Feàcia de l'Odissea. Pel que fa el nom, el mite relaciona l'illa amb la nimfa Cercira, de la qual s'enamorà Posidó, amb el qual fou mare de Fèax, epònim dels feacis.
Els grecs s'establiren a Corcira durant l'època de les primeres colonitzacions. Es deia que havia estat una colònia d'Erètria, però en qualsevol cas l'illa era coneguda com a colònia coríntia, fundada per l'heraclida Quersícrates, qui hauria foragitat els aborígens cap al segle viii aC. Amb el temps sorgiren conflictes amb la metròpoli, particularment intensos durant el període del tirà Periandre. Posteriorment, la lluita per mantenir la independència de Corint portà l'illa a teixir aliances amb Atenes, que desembocaren en un enfrontament bèl·lic amb Corint que s'allargà al llarg del segle v aC.
Després d'un període en què Corcira romangué sota influència espartana, l'illa fou capturada per Cassandre, rei de Macedònia, però posteriorment caigué sota el regne de l'Epir, al segle iii aC. Cap a final de segle, va patir l'atac dels pirates il·liris, i els habitants varen recórrer a l'ajuda romana per foragitar-los. A partir de llavors, l'illa restà sota domini romà. De l'època antiga romanen restes principalment de l'antiga Cassiope, al nord-este de l'illa, i de l'antiga Corcira, vora la ciutat moderna, com també restes del temple d'Àrtemis.
Com moltes de regions de Grècia, durant l'antiguitat tardana Corcira fou devastada per diversos pobles bàrbars entre els quals els vàndals (455) i els gots (551). Com a resultat, la població de la ciutat es traslladà més amunt, a la part alta; fou llavors que la ciutat, i per extensió l'illa, començà a ser coneguda amb el nom de Κορυφώ (Koryfó), del grec κορυφή (koryfḗ) 'cim', 'part superior'; d'aquí prové, per mitjà del venecià, el nom de Corfú, amb què és coneguda actualment en moltes de llengües.
A despit d'aquestes incursions, l'illa continuà sota domini romà. Al segle xi fou atacada pels normands, que la disputaren a l'Imperi Romà d'Orient al llarg del segle xii fins que, a partir de la Quarta Croada el 1204, passà a formar part de les possessions venecianes dins el Despotat de l'Epir. Després d'uns quants parèntesis en l'ocupació veneciana, particularment el dels angevins a final del segle xiii, l'illa retornà a mans venecianes, que la retengueren fins al segle xviii, després de resistir segles d'atacs otomans.
En la Crònica de Ramon Muntaner és esmentada com a Corfó. La forma que apareix en l'Atles Català de Cresques Abraham és Curfó.
Amb la desaparició de la República de Venècia el 1797, Corfú passà a mans franceses i, dos anys més tard, esdevengué part integrant de la nova República de les Set Illes. Aquesta república fou abolida el 1807, quan fou ocupada de nou per la República Francesa, i, en el Congrés de Viena i després de la derrota de Waterloo el 1815, passà a formar un protectorat sota l'emparament del Regne Unit. Fou durant la dominació britànica que el britànic Gerald Durrell es crià a l'illa; posteriorment, narrà la seva infantesa a la novel·la La meva família i altres animals, convertida en sèrie de televisió (1987) i en pel·lícula (2005).
Després de la creació de l'estat grec el 1832, es començà a considerar que les Illes Jòniques s'unissin al nou regne. El 10 de desembre de 1862 el Regne Unit va decidir cedir les illes a Grècia, i el Parlament de les Illes Jòniques ho va aprovar dia 1r d'octubre de 1863. El 2 de maig de 1864, el lord comissari va traspassar formalment el poder al delegat grec, que tot seguit va dissoldre el parlament. El 21 de maig de 1864 va culminar la cessió de les Illes Jòniques, i el dia 1r de juny de 1864 es va hissar la bandera grega. El rei Jordi I de Grècia va arribar a Corfú el 6 de juny de 1864, i el 31 de juliol de 1864 els diputats jònics van entrar al Parlament grec.

## Personatges cèlebres
Alguns dels personatges relacionats amb Corfú:
- Antonio Vivaldi, compositor.
- Elisabet de Baviera, emperadriu d'Àustria.
- Felice Beato, fotògraf nascut a l'illa.
- Felip de Grècia, príncep de Grècia nascut a l'illa.
- Gerald Durrell, naturalista i escriptor anglès.
- Lawrence Durrell, novel·lista anglès.
- Georgios Theotokis, primer ministre de Grècia nascut a l'illa.
- Giacomo Casanova, que va viure a l'illa durant anys com a oficial de l'exèrcit venecià.
- Guillem II de Prússia.
- Sakis Ruvàs, cantant.